# استان ارتفاعات شرقی

استان ارتفاعات شرقی

استان ارتفاعات شرقی(به انگلیسی:Eastern Highlands Province) یکی از ۲۲ استان کشور پاپوآ گینه نو می‌باشد  که در ناحیه ارتفاعات واقع شده‌است.
مرکز این استان شهر گوروکا(به انگلیسی:Goroka) می‌باشد .
طبق آمار سال ۲۰۰۰ میلادی این استان ۱۱٬۲۰۰ کیلومتر مربع مساحت و ۴۳۲٬۹۷۲ نفر جمعیت داشته‌است.
این استان زادگاه جشن آسارو مود(به انگلیسی:Asaro mud) می‌باشد .
استان ارتفاعات شرقی محصور در میان استان‌های مادانگ ، موروبه ، خلیج و چیمبو است. از نظر راه‌های ارتباطی و فرودگاه‌ها این استان کاملاً غنی است.

## تقسیمات
| منطقه                 | مرکز منطقه | نام فرمانداری محلی                    |
| --------------------- | ---------- | ------------------------------------- |
| منطقه دائولو          | آسارو      | فرمانداری محلی روستایی آسارو-واتابونگ |
| منطقه گوروکا          | گوروکا     | فرمانداری محلی روستایی گوروکا         |
| منطقه گوروکا          | گوروکا     | فرمانداری محلی شهری گوروکا            |
| منطقه هنگانوفی        | هنگانوفی   | فرمانداری محلی روستایی هنگانوفی       |
| منطقه کائینانتو       | کائینانتو  | فرمانداری محلی روستایی کائینانتو      |
| منطقه کائینانتو       | کائینانتو  | فرمانداری محلی شهری کائینانتو         |
| منطقه لوفا            | لوفا       | فرمانداری محلی روستایی لوفا           |
| منطقه اوبورا-وونهنارا | لاماری     | فرمانداری محلی روستایی لاماری         |
| منطقه اوبورا-وونهنارا | لاماری     | فرمانداری محلی روستایی یلیا           |
| منطقه اوکاپا          | اوکاپا     | فرمانداری محلی روستایی اوکاپا         |
| منطقه اونگائی-بنا     | بنا        | فرمانداری محلی روستایی اونگائی-بنا    |